# Irina Lecca
Irina Lecca (n. 20 ianuarie 1881, Piatra Neamț – d. 30 noiembrie 1953, Mănăstirea Văratec) a fost o prozatoare română.
Familia ei provine din Basarabia, printre rude numărându-se actorul Matei Millo și scriitorul Gr. N. Lazu, frate cu mama sa.
În Piatra Neamț Irina Lecca este membră a Ligii Culturale. Un timp trăiește retrasă la Tarcău, în județul Neamț, iar din 1929 îmbracă haina monahală la mănăstirea Văratec, a cărei stareță a fost între 1940 și 1942, 1946 și 1951.
Debutează în 1905 cu proză, la „Jurnalul femeii”.
Colaborează cu schițe, povestiri, romane în diferite publicații, precum „Neamul românesc literar”, „Ramuri”, „Viitorul româncelor”, „Luceafărul”, „Unirea femeilor române”, „Revista scriitoarelor și scriitorilor români”, „Universul” etc.
Între 1912 – 1913 a semnat articole socio-culturale la rubrica „Cronica femenină. Scrisoare către nepoată” din „Neamul românesc”.
În volum, debutează cu romanul „Dreptul vieței”, apărut în 1908.

## Opera
- Dreptul vieței, roman de dragoste (București, 1908)
- Pe urma dragostei, roman (București, 1910)
- Peatra corbului, legendă (Imprimeria județului Neamț, 1919)
- Marcu Ulpiu Traian Stănoiu, roman (București, 1920)
- Slutica, jurnal liric (Botoșani, 1925)
- Hazail, piesă de teatru (Mănăstirea Neamț, 1931)